# Carl Friedrich Weiss
Carl Friedrich Weiss (* 24. Januar 1901 in Leipzig; † 28. Oktober 1981 ebenda) war ein deutscher Physiker auf dem Gebiet der Radioaktivität.

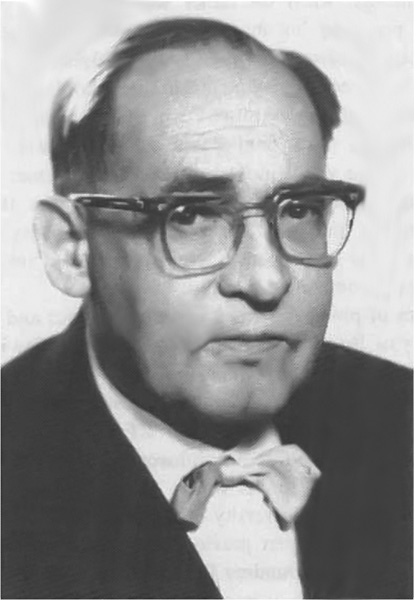
Carl Friedrich Weiss

## Leben
Carl Friedrich Weiss, oft nach seinen Initialen kurz „CF“ genannt, kam aus einfachen Verhältnissen. Seine Vorfahren waren Kleinstbauern, Löffelschmiede und Handwerker im Erzgebirge und im Vogtland. Sein Vater Carl Richard Weiss war ein aus Rittersgrün stammender Handelsreisender für Kurzwaren (vor allem Garne und Reißverschlüsse); seine Mutter hieß Marie Ernestine geb. Teichmann.
In Leipzig besuchte Weiss die Schule bis zum Abitur. 1920 begann er sein Studium der Philosophie, Physik, Psychologie und Pädagogik an der Friedrich-Wilhelms-Universität in Breslau, das er sich durch Nebentätigkeiten selbst finanzieren musste. Seine Breslauer Zeit, in der er auch seine spätere Frau kennenlernte, schloss er mit der Promotion ab, für die er eine Arbeit aus dem Gebiet der Atomspektroskopie einreichte.
Von 1929 bis 1931 war Weiss Oberassistent bei Walther Bothe am Physikalischen Institut der Ludwigsuniversität Gießen. Hier fand er den Zugang zu seinem wissenschaftlichen Hauptfeld, der Radioaktivität, mit der sich Bothe bereits seit Anfang der 1920er Jahre befasste. 1931 wechselte er an die Physikalisch-Technische Reichsanstalt (PTR) in Berlin, der er bis 1945 angehörte. Zuletzt war er hier Oberregierungsrat und Dienststellenleiter. Sein Interesse galt besonders dem Radium und seinen nach dem radioaktiven Zerfall entstehenden Folgeprodukten. So stellte er durch mühevolle Aufarbeitung von Rückständen aus der Bleiproduktion starke Polonium-210-Quellen her. Daher rührte seine lebenslange hohe Achtung der Radiochemie. Die Herstellung und genaue Aktivitätsbestimmung radioaktiver Standardquellen war sein Hauptmetier.
1944 wurde die Abteilung für Atomphysik und Physikalische Chemie der PTR unter Leitung von Carl Friedrich Weiss infolge der massiven Bombenangriffe der Alliierten auf Berlin in ein Fabrikgebäude in Ronneburg (Thüringen) verlegt. Dabei wurde die gesamte Reserve des Deutschen Reiches an Radium in einer Menge von 21,8 Gramm und einem damaligen Wert von etwa 3 Millionen Reichsmark in einem Bergstollen in Ronneburg eingelagert. Weiss hatte im April 1945 den Befehl erhalten, diese Reserve zur Sicherung vor den amerikanischen Truppen nach Oberbayern zu bringen. Nachdem die SS-Begleitmannschaft angesichts der nahenden Front sich abgesetzt hatte, vergruben  Weiss und Kollegen das Radium in einem Wald in der Nähe von Bad Tölz. Nach seiner Rückkehr nach Ronneburg wurde Weiss von den Amerikanern festgenommen und musste die wertvolle Kiste eigenhändig wieder ausgraben und ihnen übergeben. Am 27. Juni 1945 meldete die New York Times: „All Reich´s Radium in American´s Hands“. 
Nach der Besetzung Thüringens durch die Rote Armee wurde Weiss sechs Wochen in Dresden inhaftiert und dann zusammen mit seiner Familie und weiteren deutschen Spezialisten in die Sowjetunion gebracht. Weiss hatte auch seiner Familie wegen in einen Vertrag über zwei Jahre eingewilligt: „Wir waren damals am Verhungern“, berichtet der Sohn Cornelius Weiss. In der UdSSR arbeitete Weiss, wie andere „Beutedeutsche“, hinter Lagerzaun abgeschottet und vergleichsweise privilegiert an Grundlagenforschungen zum sowjetischen Atomprogramm. C.F. Weiss leitete in einem Institut in Obninsk ein Labor zum Studium der natürlichen und künstlichen Radioaktivität. Auch 30 andere deutsche Wissenschaftler waren dort mit ihren Familien interniert. Von 1952 bis 1955 war er in Suchumi ohne Forschungstätigkeit untergebracht, um bei der Rückkehr nach Deutschland nicht auf dem neuesten Forschungsstand zu sein.
Weiss wurde gezwungen, statt der vereinbarten zwei, sogar ganze zehn Jahre in der UdSSR zu bleiben. Nach seiner Rückkehr nach Deutschland im Jahre 1955 erhielt er in Leipzig die Möglichkeit, ein neues Forschungsinstitut zur Untersuchung radioaktiver Nuklide und ihrer Anwendung in Wissenschaft und Wirtschaft aufzubauen, das der Akademie der Wissenschaften der DDR als  Institut für angewandte Radioaktivität zugehörte. Weiss war dessen Direktor von 1956 bis 1966. Der Aufbau umfasste sowohl die Konzipierung der Forschungsrichtungen, wie auch des Institutsgebäudes und die Entwicklung und Ausbildung interdisziplinärer Wissenschaftlerteams.
1956 konnte sich C.F. Weiss an der Karl-Marx-Universität Leipzig habilitieren und wurde auch bald danach zum Professor mit vollem Lehrauftrag berufen. Zahlreiche Promotions- und Diplomarbeiten sind an seinem Institut entstanden.
Weiss trat nicht in die SED oder eine andere Blockpartei ein.
Carl Friedrich Weiss war musisch sehr interessiert und auch selbst als Cellist musikalisch aktiv. Er hatte mit seiner Frau Hildegard geb. Joachim drei Kinder. Einer seiner Söhne, der Chemiker Cornelius Weiss, war von 1991 bis 1997 Rektor der Universität Leipzig.

## Auszeichnungen und Mitgliedschaften
- 1958 Nationalpreis der DDR II. Klasse
- 1961 Korrespondierendes Mitglied der Akademie der Wissenschaften der DDR
- 1964 Ordentliches Mitglied der Akademie der Wissenschaften der DDR
- 1964 Verdienstmedaille der DDR

## Schriften
- Radioaktive Standardpräparate. Berlin: Deutscher Verl. d. Wissenschaften, 1956
- zahlreiche weitere Monografien und Fachartikel als Autor und Mitautor